# Wisbecq
Wisbecq (en néerlandais Wisbeek) est un village de la commune belge de Rebecq (section de Bierghes) situé en Région wallonne dans la province du Brabant wallon.
Faisant initialement partie de Saintes, le hameau de Wisbecq a été cédé à la commune de Rebecq lors de la fusion des communes qui a eu lieu en 1977. Ce territoire cédé a ainsi permis de relier Bierghes à Rebecq-Rognon et Quenast pour créer la nouvelle entité de Rebecq.

## Toponymie
Ferme, château et hameau sur le Wisbecq, ruisseau (germanique baki) de la prairie (germanique wisa), affluent du Laubecq à Bierghes.
L'explication du nom Wisbecq a suscité plusieurs hypothèses. Bien que les attestations anciennes connues désignent toutes le hameau et non spécifiquement le cours d'eau, il ne fait pas de doute qu'il s'agisse d'un hydronyme et que le hameau a pris son nom du cours d'eau. Le "ruisseau des prés", explication donnée jadis par Carnoy, est aujourd'hui concurrencée par d'autres hypothèses. Ainsi, Gysseling a proposé le germanique wisu- (bon, salutaire) pour la première partie. Mais les variantes anciennes en wisen- montrent qu'il s'agit déjà d'un hydronyme dérivé d'un radical plus ancien *wis- avec un suffixe -one, wisone signifiant 'la bonne, la salutaire". Par la suite, les nouveaux arrivants germaniques y ont accolé *-baki pour rebaptiser le cours d'eau. Notons que cet hydronyme est assez fréquent et que la mention Wisbecca de 1089, que certains ont identifié avec Wisbecq à Saintes, est en réalité Gibecq.

## Histoire
L'histoire du hameau de Wisbecq est intimement liée à celle du village de Saintes dont il dépendait jusqu'à la fusion des communes en 1977. Ce hameau faisait vraisemblablement partie du grand domaine agricole de Saintes, possession de l'abbaye de Lobbes dès le Haut Moyen Age. La dîme y a, de tous temps, été levée par cette abbaye. Mais ce hameau entre véritablement dans l'histoire avec l'apparition de la seigneurie du Pont-à-Wisbecq et d'un lignage de chevaliers locaux, mentionnés dès la fin du XIIe siècle. À une époque encore indéterminée, une chapelle, dépendant au spirituel de l'église paroissiale de Saintes, s'éleva à proximité du château, en bordure d'un trieu qui dessina une placette autour de laquelle les habitations villageoises s'établirent. Cette église n'accéda au rang paroissial qu'en 1836.

### La seigneurie de Pont-à-Wisbecq
Le hameau de Wisbecq était le siège d’une seigneurie avec haute, moyenne et basse justice sur les terres qui en dépendaient. Cette seigneurie, dite « du Pont-à-Wisbecq », est encore assez mal connue. Elle s’étendait à cheval sur les paroisses de Saintes et de Bierghes. Une partie de cette seigneurie était allodiale, apparemment le site du château, ce qui explique que les dénombrements de fief ne le décrivent jamais. La partie tenue en fief de la seigneurie d’Enghien s’étendait sur 24 bonniers, dont certaines parties avaient été éclissées au XIVe siècle. À cette réserve seigneuriale primitive étaient joints trois autres fiefs, l’ensemble formant un tout homogène, ce qui portait l’étendue des terres à une cinquantaine de bonniers. Nous n’avons aucune indication sur l’étendue des tenures qui en dépendaient, ni sur les éventuels arrière-fiefs.

Les seigneurs du Pont-à-Wisbecq relevèrent leurs fiefs des seigneurs d’Enghien jusqu’en 1604. À cette date, Jacques de Landas, qui était notamment seigneur du Pont-à-Wisbecq, acheta au roi de France Henri IV la terre de Bierghes et d’autres fiefs qui furent éclissés de la terre d’Enghien. Le fief du Pont-à-Wisbecq fut alors rattaché à la seigneurie de Bierghes, dont il constitua un fief.

## Patrimoine et tourisme

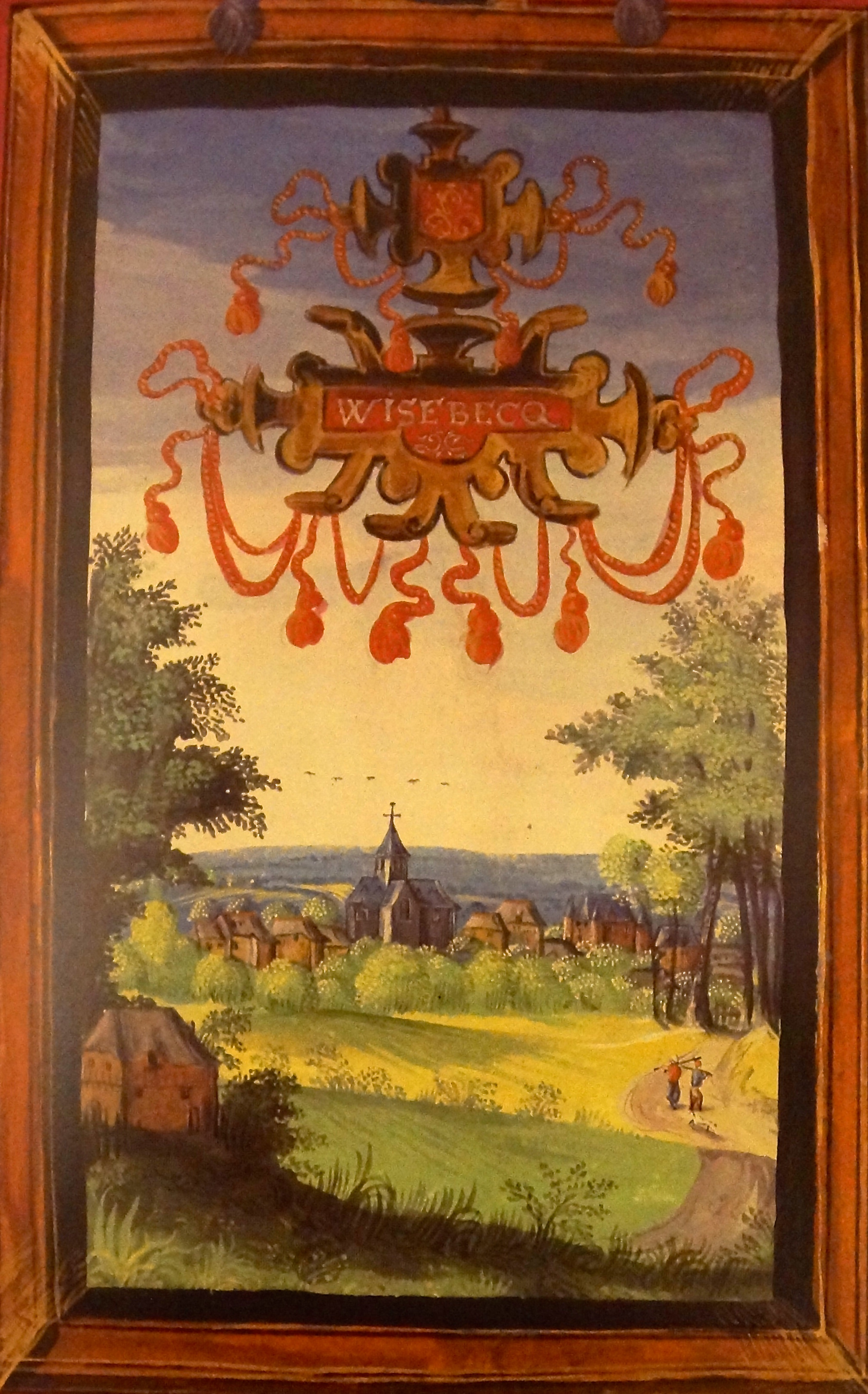
«Wisebecq» par Adrien de Montigny dans les Albums de Croy

L'ensemble rural de Wisbecq comporte nombre de vieilles constructions.

### L'église Saint-Fiacre
Construite en 1877 en style néogothique par l'architecte provincial Coulon, elle possède des fonts baptismaux en pierre bleue, un calvaire en bois polychrome datant de 1500, un lutrin en chêne de 1700 et diverses sculptures en bois peint datant des XVIe et XVIIe siècles.
Saint Fiacre est le patron des jardiniers.

### Le château et le domaine de Wisbecq

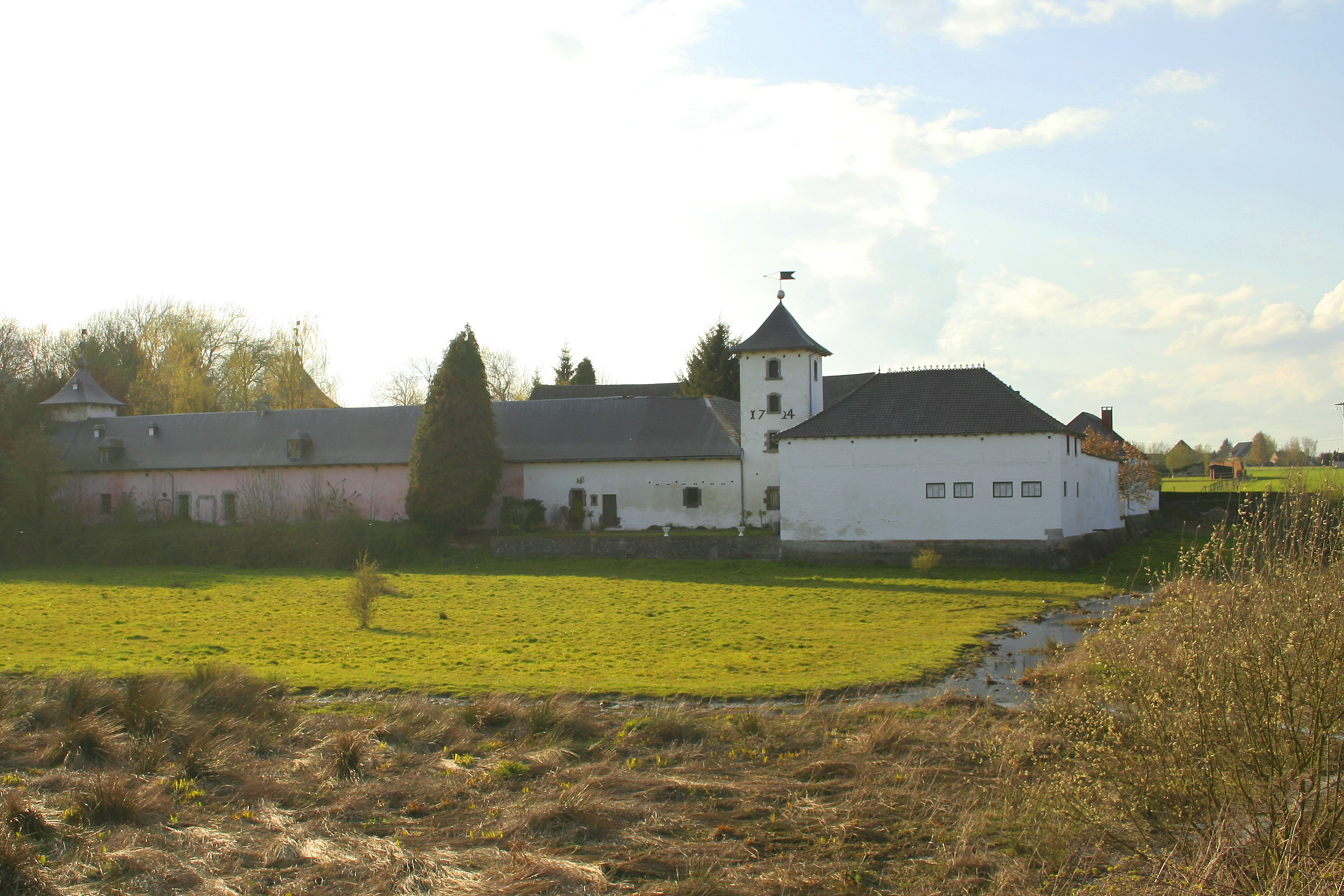
La ferme du château (1714).

Le château et la ferme attenante forment un ensemble bucolique classé depuis 1997. Le blason de la Famille d'Arenberg se trouve au-dessus du porche d'entrée de la ferme. Le château est une propriété privée.
Le château de Wisbecq, parfois improprement appelé d’Arenberg, et la ferme seigneuriale qui le jouxte, étaient le centre de la seigneurie du Pont-à-Wisbecq, en partie alleu et en partie fief relevant de la seigneurie d’Enghien puis, à partir de 1604 de celle de Bierghes. Ce château est implanté à proximité immédiate de l’église de Wisbecq (jadis chapelle « succursale » de la paroisse de Saintes), ce qui suggère un lien étroit entre les deux. Les dénombrements de fiefs du XVe siècle qualifient cet habitat de « manoir du Pont », sans jamais donner de détails. La seigneurie de Pont-à-Wisbecq était aux mains d’un lignage de chevaliers locaux, connu depuis la fin du XIIe siècle. Par le jeu des alliances et des héritages, cette famille accrut sensiblement ses possessions. Cette ascension se marqua dans leur habitat. Ce qui primitivement était une motte ou un site fossoyé, éventuellement pourvu d’une tour de chevalier, s’est progressivement agrandi. Vers 1600, les Albums de Croy nous livrent l’image d’un château rectangulaire en briques, cantonné de quatre tours d’angles rondes. On peut vraisemblablement émettre l’hypothèse que cet édifice datait de la fin du XIVe ou du début du XVe siècle et qu’il était l’œuvre d’Antoine ou d’Anne d’Enghien (branche cadette des Enghien Ramerut) qui s’y étaient établis. Cette construction fut remplacée dans le courant du XVIIIe siècle par le château actuel, élevé par la famille d’Overschie. Ce n’est qu’au XIXe siècle que les Arenberg firent l’acquisition du domaine de Wisbecq, acheté au comte d’Hompech qui avait fait banqueroute dans ses affaires.